# I decembertid
I decembertid är ett julalbum från 2013 av Malena Ernman.

## Låtlista
1. Counting Miracles (duett med Jerry Williams)
2. Så mörk är natten
3. Till Betlehem mitt hjärta
4. God Rest Ye Merry Gentlemen
5. Stilla natt (Stille Nacht, heilige Nacht)
6. Härlig är jorden
7. I decembertid
8. Marias vaggsång (Mariae Wiegenlied)
9. Jul, jul, strålande jul
10. I väntat på julen (Greensleeves)
11. Håll mitt hjärta
12. You'll Never Walk Alone
13. O helga natt (Cantique de Noël)

## Medverkare
- Malena Ernman - sångare
- Anders Hansson - bas, trummor, slagverk, producent
- Mats Bergström - gitarr
- Hans Backenroth - bas
- Jesper Nordenström - piano
- Beata Ernman, Greta Thunberg, "Emma", "Maja" - kör [2]

## Listplaceringar
| Lista (2013-2014) | Topplacering |
| ----------------- | ------------ |
| Sverige           | 4            |

### Fotnoter
1. ↑  ”I decembertid”. Svensk mediedatabas. 27 februari 2013. http://smdb.kb.se/catalog/id/002961183. Läst 19 november 2014.
2. ↑  Malena Ernman (26 september 2013). ”Körtjejerna på "I decembertid"”. Instagram. https://www.instagram.com/p/eu2mNfS-Az/. Läst 30 juni 2019.
3. ↑  ”I decembertid”. Swedishcharts. 27 februari 2013. http://www.swedishcharts.com/showitem.asp?interpret=Malena+Ernman&titel=I+decembertid&cat=a. Läst 1 januari 2014.